# Ешли (Индијана)
Ешли (енгл. Ashley) град је у америчкој савезној држави Индијана.

## Демографија
По попису из 2010. године број становника је 983, што је 27 (-2,7%) становника мање него 2000. године.
| Група             | 2000.       | 2010.       |
| Белци             | 978 (96,8%) | 925 (94,1%) |
| Афроамериканци    | 4 (0,4%)    | 2 (0,2%)    |
| Азијати           | 3 (0,3%)    | 3 (0,3%)    |
| Хиспаноамериканци | 10 (1,0%)   | 33 (3,4%)   |
| Укупно            | 1.010       | 983         |